# العلاقات الوسط إفريقية الدومينيكية
العلاقات الوسط أفريقية الدومينيكية هي العلاقات الثنائية التي تجمع بين جمهورية أفريقيا الوسطى ودومينيكا.

## مقارنة بين البلدين
هذه مقارنة عامة ومرجعية للدولتين:
| وجه المقارنة                                              | جمهورية أفريقيا الوسطى      | دومينيكا              |
| --------------------------------------------------------- | --------------------------- | --------------------- |
| المساحة (كم2)                                             | 622.98 ألف                  | 751                   |
| عدد السكان (نسمة)                                         | 4.66 مليون                  | 73.92 ألف             |
| الكثافة السكانية (ن./كم²)                                 | 7.48                        | 9.84 ألف              |
| العاصمة                                                   | بانغي                       | روسو                  |
| اللغة الرسمية                                             | لغة فرنسية، اللغة السانغوية | لغة إنجليزية          |
| العملة                                                    | فرنك وسط أفريقي             | دولار شرق الكاريبي    |
| الناتج المحلي الإجمالي (بليون دولار)                      | 1.95 مليار                  | 562.54 مليون          |
| الناتج المحلي الإجمالي (تعادل القوة الشرائية) بليون دولار | 3.03 مليار                  | 789.63 مليون          |
| الناتج المحلي الإجمالي الاسمي للفرد دولار أمريكي          | 323                         | 7.12 ألف              |
| الناتج المحلي الإجمالي للفرد دولار أمريكي                 | 594                         | 10.88 ألف             |
| مؤشر التنمية البشرية                                      | 0.350                       | 0.724                 |
| رمز المكالمات الدولي                                      | +236                        | +1767                 |
| رمز الإنترنت                                              | .cf                         | .dm                   |
| المنطقة الزمنية                                           | ت ع م+01:00                 | 00، توقيت أطلنطي موحد |

## منظمات دولية مشتركة
يشترك البلدان في عضوية مجموعة من المنظمات الدولية، منها:
| علم المنظمة | اسم المنظمة                                 | تاريخ انضمام جمهورية أفريقيا الوسطى | تاريخ انضمام دومينيكا |
| ----------- | ------------------------------------------- | ----------------------------------- | --------------------- |
|             | مؤسسة التنمية الدولية                       | 27 أغسطس 1963                       | 29 سبتمبر 1980        |
|             | يونسكو                                      | 11 نوفمبر 1960                      | 9 يناير 1979          |
|             | وكالة ضمان الاستثمار متعدد الأطراف          | 8 سبتمبر 2000                       | 7 أكتوبر 1991         |
|             | الأمم المتحدة                               | 20 سبتمبر 1960                      | 18 ديسمبر 1978        |
|             | مجموعة دول أفريقيا والكاريبي والمحيط الهادئ | ?                                   | ?                     |
|             | الاتحاد البريدي العالمي                     | ?                                   | ?                     |
|             | البنك الدولي للإنشاء والتعمير               | 10 يوليو 1963                       | 29 سبتمبر 1980        |
|             | الاتحاد الدولي للاتصالات                    | 2 ديسمبر 1960                       | 28 أكتوبر 1996        |
|             | منظمة حظر الأسلحة الكيميائية                | ?                                   | ?                     |
|             | مؤسسة التمويل الدولية                       | 1 أبريل 1991                        | 29 سبتمبر 1980        |
|             | منظمة التجارة العالمية                      | ?                                   | ?                     |
|             | منظمة الشرطة الجنائية الدولية               | ?                                   | ?                     |